# Salimo Mustafá
Salimo Mustafá znany też jako Raúl (ur. 4 maja 1997 w Pembie) – mozambicki piłkarz grający na pozycji lewoskrzydłowego. Od 2021 jest zawodnikiem klubu Ferroviário Maputo.

## Kariera klubowa
Swoją karierę piłkarską Raúl rozpoczął w klubie Ferroviário Pemba. W sezonie 2015 zadebiutował w jego barwach w drugiej lidze mozambickiej. W latach 2016–2017 występował w Ferroviário Nampula, a w 2018 w CD Costa do Sol, z którym zdobył Puchar Mozambiku. W 2019 roku był piłkarzem Liga Desportiva de Maputo, a następnie trafił do portugalskiego trzecioligowego AD Fafe. W 2021 wrócił do Mozambiku i został piłkarzem Ferroviário Maputo. W 2022 sięgnął z nim po krajowy puchar.

## Kariera reprezentacyjna
W reprezentacji Mozambiku Raúl zadebiutował 3 września 2016 w wygranym 1:0 meczu kwalifikacji do Pucharu Narodów Afryki 2017 z Mauritiusem, rozegranym w Maputo. Od 2016 do 2019 rozegrał w kadrze narodowej 16 meczów.